# 净瓶山
净瓶山位于中国广西壮族自治区桂林市南郊漓江西岸，瓦窑村北面，海拔196米，相对高度46米，长约500米，宽约110米，山体占地面积为1.86万平方米。山形如观音瓶半卧江边，与江中倒影合为完整的一瓶，故名。《徐霞客游记》中描述之“山不甚高，而屹立扼流，有当熊之势”。山西面有莲叶洞，南北对穿；其侧有甘蔗洞，也称仙蔗洞。山北麓原有明代建造的崖头庙，旁边有梳妆台，仅有遗址。山西南有净瓶山大桥，因之得名。